# 双海町
双海町（ふたみちょう）は、かつて愛媛県の中予地方にあった町。伊予郡に属した。2005年4月1日、（旧）伊予市、中山町と対等合併し新しい伊予市の一部となった。
瀬戸内海のなかでは島が少ない伊予灘に面し、西が開けていることから「しずむ夕日が立ちどまる町」というキャッチフレーズで独自の視点から町おこしを行ってきた。

## 地理

### 位置
- 愛媛県の中央の中予地域の一番西に位置し、伊予市、中山町、長浜町、内子町などに接している。
- 伊予灘に面す。

### 地形
- 中央構造線に沿って伊予灘に接する海岸線が北東から南西方向に伸びており、伊予灘になだれ込むような地形で山が迫り、平地はきわめて乏しい。傾斜地と海岸線を縫うように敷設された予讃線は車窓の間近に伊予灘を望み風光明媚なことで知られている。ただ反面、地盤がもろく災害の発生しやすい地形をしており、台風の接近時には土砂崩れでの不通が頻繁に発生していた。そういった事態を回避するために向井原駅より内子まで、山沿いにトンネル主体の予讃線新線をひき、内子線に接続した。さらに新谷駅から五郎駅へ回り込むように至るルートは、新谷駅から伊予大洲駅へ向かうよう付け替えをした。この結果伊予大洲以南と松山方面のスピードアップが図られ、特急などの優等列車はそちらを通ることとなった。伊予上灘、下灘経由の路線は「愛ある伊予灘線」と副名称が決まり、現在は主に普通列車と観光列車が運行されている。
- 海岸に沿って集落が点在しているほか、旧・中山町に接しいくつかの集落がある。

### 町名の由来
- 昭和の合併当時、双方ともに「灘」がつく、海にちなむ名称だったため融和を図るため、「双海」とした[2]。
- 造語であるため、全国各地の会合などに出ると「そうかい」と読まれたり、「二見」と表記されることが度々あったという。

## 歴史
- 江戸期には、大洲藩に属し、6箇村（高岸、上灘、高野川、串、大久保、石畳）があった。
- 1896年（明治29年）12月15日 - 町村制施行により、上灘村と下灘村になる。
- 1908年（明治41年）9月30日 - 大字石畳が喜多郡満穂村（現在の喜多郡内子町）に境界変更。
- 1921年（大正10年）9月3日 - 上灘村が町制施行して上灘町となる。
- 1925年（大正14年）4月1日 - 上灘町の一部が南山崎（現在の伊予市の一部）へ境界変更。
- 1955年（昭和30年）3月31日 - 上灘町（かみなだ）と下灘村（しもなだ）との合併により双海町となる。

当時の人口は10,959人（上灘地区6,732人、下灘地区4,227人）、1,957戸（上灘地区1,239戸、下灘地区718戸）（町勢要覧による）

## 行政
- 町長
  - 初代: 松田彌太郎 - 昭和30年4月 - 昭和42年4月
  - 2代: 仲野和 - 昭和42年4月 - 昭和58年4月
  - 3代: 丸山勇三 - 昭和58年4月 - 平成15年4月
  - 4代: 上田稔 - 平成15年4月 - 平成17年3月
- 庁舎 上灘地区にある。合併後は、伊予市双海地域事務所となっている。
- 平成の市町村合併の経緯
双海町では伊予市・伊予郡との行政上の付き合いが深く、地理的にも隣接した伊予市を合併のパートナーとすることは極めて自然な選択であった。最終的には伊予市、伊予郡中山町、双海町の一市二町の合併となった。なお、伊予市・伊予郡の組み合わせでは、地理的理由から砥部町が最初から加わらず、合併協議の進め方等をめぐり伊予郡松前町が離脱（形式的には伊予市から先に離脱。）したため、1市2町の小さな合併となったが伊予市を中心とする枠組みという双海町の姿勢は一貫していた。伊予市サイドでも、仮に松前町が枠組みから抜けて伊予市・中山町・双海町の1市2町のみであっても合併はやり遂げるとの方針は、枠組みに関する議論の始まった当初から存在した。

## 産業
主要産業: かんきつ農業、沿岸漁業、海産物加工

## 教育
町内に高等学校はない。鉄道を利用し、松山市や伊予市・大洲市にある高校に通うことが多い。

## 交通
町内を海岸線に沿って北東から南西に縦貫する国道378号とそれに並走するJR予讃線が幹線交通となっている。中山町はまだしも、喜多郡内子町とは隣り合っているとはいえ、峠越えの難路である。

### 鉄道

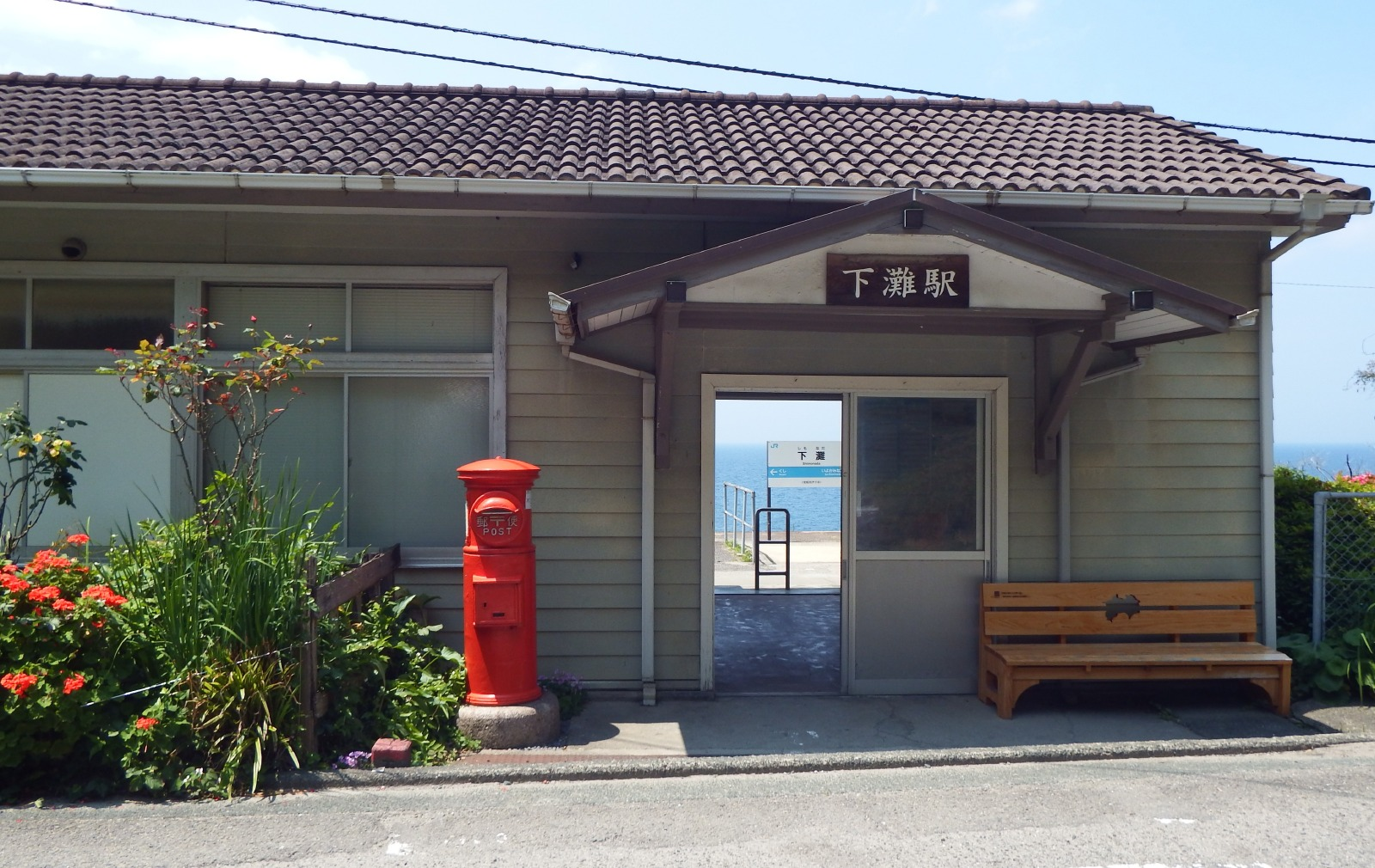
下灘駅

普通列車のみである。
四国旅客鉄道（JR四国）
予讃線: 高野川駅 - 伊予上灘駅 - 下灘駅 - 串駅

### 道路
国道
- 国道378号: 夕やけこやけライン

県道
- 県道54号

道の駅
- ふたみ

## 観光
- 名所
  - ふたみシーサイド公園（夕日のミュージアム、特産品センターふたみんC、人工海浜、イベント広場）
  - ふたみ潮風ふれあい公園
  - 潮風ふるさとの館（公営宿泊施設）
  - 八景山、牛の峯地蔵尊、おきよ池、三島神社、由並本尊城跡
  - 明神山: 天童荒太の小説「永遠の仔」の登山時の舞台として知られている。
  - 閏住（うるずみ）の菜の花: JRの線路の法面に一面の菜の花が咲く。
  - 夕やけこやけライン: 国道378号の愛称。快適なドライブルートである。
  - 下灘駅: 海に一番近い駅として知られてきた。ポスター写真などにもよく使われる。
- 特産物
  - 海産加工品（煮干、イリコ）、鮮魚
  - 農産物（ハウスミカン、イチゴ）
  - 農産加工品（かりん棒、つわぶき味噌漬、いりこみそ）
  - 林産品（しいたけ、焼杉加工品）
  - 清酒
- イベント
  - ほたる祭り、夕焼けプラットフォームコンサート
  - 下灘みなと祭り
  - 夏まつり
  - 秋祭り

## 出身者
- 丸山勇三 - 元町長、元愛媛県町村会長
- 若松進一 - まちおこしのリーダー、観光カリスマ